# Gornja Meminska
Gornja Meminska falu Horvátországban, a Sziszek-Monoszló megyében. Közigazgatásilag Majurhoz tartozik.

## Fekvése
Sziszek városától légvonalban 27, közúton 37 km-re délkeletre, községközpontjától légvonalban 7, közúton 12 km-re északkeletre, a Mračaj-patak mentén fekszik.

## Története
A római korban Meminska határában haladt át a Sisciát Servitiummal összekötő kereskedelmi és hadiút. Ez az út még a kora középkorban is használatban lehetett, ezt látszik igazolni a Majur területén előkerült bizánci pénzérme.
Meminska a 18. század második felében keletkezett, ekkor még csak néhány ház állt itt. 1774-ben „Maminski dorf” néven említik először. az első katonai felmérés térképén „Dorf Meminszki” néven szerepel.
Lipszky János 1808-ban Budán kiadott repertóriumában „Meminszka” néven szerepel.  Nagy Lajos 1829-ben kiadott művében „Meminszka” néven 42 házzal és 213 lakossal találjuk. A katonai határőrvidék kialakítása után a Petrinya központú második báni ezredhez tartozott. A katonai közigazgatás megszüntetése után Zágráb vármegye részeként a Petrinyai járás része volt. A Mračaj-patakon egykor malmok egész sora működött.
1918-ban az új szerb-horvát-szlovén állam, majd később Jugoszlávia része lett. Különösen nehéz időszakot élt át a térség lakossága a második világháború alatt. 1941-ben a németbarát Független Horvát Állam része lett. Gornja Meminska lakosságát 1948 óta számlálják önállóan, amikor 133-an lakták. A délszláv háború előtt csaknem teljes lakossága (90%) szerb nemzetiségű volt. 1991. június 25-én a független Horvátország része lett. A délszláv háború idején 1991-ben lakossága csatlakozott a JNA erőihez és a szerb szabadcsapatokhoz. A Krajinai Szerb Köztársasághoz tartozott. 1995. augusztus 6-án a Vihar hadművelettel foglalta vissza a horvát hadsereg. A lakosság nagy része elmenekült. A településnek 2011-ben 17 lakosa volt.

## Népesség
| Lakosság változása | Lakosság változása | Lakosság változása | Lakosság változása | Lakosság változása | Lakosság változása | Lakosság változása | Lakosság változása | Lakosság változása | Lakosság változása | Lakosság változása | Lakosság változása | Lakosság változása | Lakosság változása | Lakosság változása | Lakosság változása |
| ------------------ | ------------------ | ------------------ | ------------------ | ------------------ | ------------------ | ------------------ | ------------------ | ------------------ | ------------------ | ------------------ | ------------------ | ------------------ | ------------------ | ------------------ | ------------------ |
| 1857               | 1869               | 1880               | 1890               | 1900               | 1910               | 1921               | 1931               | 1948               | 1953               | 1961               | 1971               | 1981               | 1991               | 2001               | 2011               |
| 0                  | 0                  | 0                  | 0                  | 0                  | 0                  | 0                  | 0                  | 133                | 143                | 127                | 116                | 100                | 86                 | 13                 | 17                 |

## Nevezetességei
Meminska Szent Miklós tiszteletére szentelt pravoszláv parochiális temploma ezen a településen áll. A templom 19. század elején a francia megszállás rövid időszakában épült egy korábbi templom helyén. Az egyház sematizmusa szerint 1810-ben építették. Egyhajós épület meghosszabbított apszissal, a homlokzat előtt négyszögletes harangtoronnyal. A hagyomány úgy tartja, hogy a templomot úgy építették, hogy az a plaški ortodox püspöki székesegyház felé nézzen. Az oldalbejárathoz 1848-ban egy késő klasszicista oszlopos előcsarnokot építettek. A II. világháború idején 1944-ben ikonosztázát az usztasák lerombolták, a templomot viszont épen hagyták, mivel katolikus templommá alakították át. A templom átvészelve a délszláv háború időszakát ma is jó állapotban áll.
Védett népi építészeti emlék a 2. szám alatti hagyományos vidéki porta, mely a hagyományos fa lakóházból, melléképületből, konyhából és téglából épített kútból áll. A hagyományos, emeletes faház 1924-ben épült tölgyfa deszkákból, alacsony falazott alapra, csonka kontytetővel, hódfarkú cserép fedéssel. Az oromzatos homlokzatot, a tetőpárkányt, a függőleges gerendákat és az ajtó ablaknyílásait faragással díszítettek. A földszint és az emelet közötti függőleges kommunikációt egy külső falépcső teszi lehetővé, mely a nyitott tornácra vezet.